# Sanopus johnsoni
Sanopus johnsoni is een straalvinnige vissensoort uit de familie van kikvorsvissen (Batrachoididae). De wetenschappelijke naam van de soort is voor het eerst geldig gepubliceerd in 1974 door Collette & Starck.